# عملية باستورياس
```
عملية Pastorius
 خطة 
مخابراتية
 
ألمانية
 فاشلة للقيام بعمليات 
تخريب
 داخل 
الولايات المتحدة
 خلال 
الحرب العالمية الثانية
. تم تنفيذ العملية في يونيو 1942 وكان من المقرر توجيهها ضد الأهداف الاقتصادية الأمريكية الاستراتيجية. تم تسمية العملية من قبل 
الأدميرال
 
فيلهلم كاناريس
، رئيس هيئة المخابرات العسكرية 
أبوير
 الألمانية، 
لفرانسيس دانيال باستوريوس
، زعيم أول مستوطنة منظمة للألمان في أمريكا.
```

## خلفية
بعد الهجوم الياباني على بيرل هاربور في 7 ديسمبر 1941، تلاه إعلان ألمانيا النازية للحرب على الولايات المتحدة بعد أربعة أيام  ( وإعلان الولايات المتحدة للحرب على ألمانيا ردًا)، أذن هتلر بمهمة تخريب المجهود الحربي الأمريكي ومهاجمة الأهداف المدنية لإحباط السكان المدنيين الأمريكيين داخل الولايات المتحدة. وقد ترأس البعثة الأدميرال فيلهلم كاناريس، رئيس أبوهر الألمانية. استذكر كناريس أنه خلال الحرب العالمية الأولى، نظم عمليات تخريب للمنشآت الفرنسية في المغرب وداخل الولايات المتحدة بمساعدة عملاء ألمان آخرين لزرع قنابل في مصانع الأسلحة في نيويورك، بما في ذلك تدمير إمدادات الذخيرة في جزيرة بلاك توم، في عام 1916. أعرب عن أمله في أن تحقق عملية Pastorius نفس النجاح الذي حققته في عام 1916.

## العملاء
تم تجنيدهم في عملية Pastorius وكان ثمانية من سكان ألمانيا الذين كانوا يعيشون في الولايات المتحدة. وكان اثنان منهم، إرنست برجر وهربرت هوب، مواطنين أمريكيين. أما الآخرون، جورج جون داش وإدوارد جون كيرلينج وريتشارد كيرين وهينريش هارم هاينك وهيرمان أوتو نويباور وورنر ثيل، فقد عملوا في وظائف مختلفة في الولايات المتحدة. تم تجنيد الثمانية جميعهم في هيئة أبهر للاستخبارات العسكرية، ودربو لمدة ثلاثة أسابيع من التدريب المكثف في مدرسة القيادة العليا الألمانية في مبنى في بحيرة كوينز، بالقرب من برلين في ألمانيا. تم تدريب الوكلاء على تصنيع واستخدام المتفجرات والحروق والأشعال وأشكال مختلفة من أجهزة تاخير التوقيت الميكانيكية والكيميائية والكهربائية.

## مهمة
كانت مهمتهم هي شن هجمات تخريبية على أهداف اقتصادية أمريكية: محطات الطاقة الكهرومائية في شلالات نياجرا؛ شركة مصانع الألمنيوم الأمريكية في إلينوي وتينيسي ونيويورك؛ أقفال على نهر أوهايو بالقرب من لويسفيل، كنتاكي؛ منحنى هورسشو، ممر سكة حديد مهم بالقرب من ألتونا، بنسلفانيا وكذلك محلات تصليح سكة حديد بنسلفانيا في ألتونا؛  مصنع الكريوليت في فيلادلفيا؛ جسر بوابة الجحيم في نيويورك؛ ومحطة بنسلفانيا في نيوارك، نيو جيرسي. كما تم إصدار تعليمات للعملاء بنشر موجة من الرعب عن طريق زرع متفجرات على الجسور ومحطات السكك الحديدية ومرافق المياه والأماكن العامة. أتيحت لهم شهادات ميلاد مزورة وبطاقات الضمان الاجتماعي ومشروع بطاقات التأجيل، ما يقرب من 175,000$ من الأموال الأميركية ورخص القيادة ووضع على متن اثنين من غواصات يو لنقلها إلى الساحل الشرقي للولايات المتحدة 
قبل بدء المهمة، كانت المهمة في خطر لتعرضها للكشف، حيث ترك جورج داش، رئيس الفريق، وثائق حساسة خلفه في القطار، وأحد الوكلاء عندما أعلن سكران لرعاة في حانة في باريس أنه كان عميل سري.
في ليلة 12 يونيو 1942، هبطت أول غواصة تصل إلى الولايات المتحدة، يو-202،  في اماجانسيت بنيويورك، على بعد حوالي 100 ميل شرق مدينة نيويورك في لونغ آيلاند، في ما يعرف اليوم بشاطئ المحيط الأطلسي. كانت تحمل داش وثلاثة مخربين آخرين (برجر وكويرين وهينك). جاء الفريق إلى الشاطئ مرتدياً زي البحرية الألمانية حتى يتم القبض عليهم كأسرى حرب بدلاً من جواسيس. كما حصرو المتفجرات وأشعلو الحرائق، ودفنو زيهم الرسمي، وارتدوا ملابس مدنية لبدء حملة مدتها عامين للقيام بعمليات تخريب الإنتاج الأمريكي المتعلق بالدفاع.
عندما تم اكتشاف داش وسط الكثبان الرملية من قبل حرس السواحل غير المسلحة جون سي كولين، مسك داش ياقة كولين وهدده، وحشو 260 دولار في يده كرشوة. تظاهر كولين بالتعاون. عادت دورية مسلحة إلى الموقع لكنها عثرت على المعدات المدفونة فقط؛ استولى الألمان على طريق لونغ آيلاند للسكك الحديدية من محطة أمجانسيت إلى مانهاتن، حيث دخلوا في فندق. وبدأت عملية مطاردة كبيرة.
هبط الفريق الألماني الآخر المكون من أربعة أعضاء برئاسة كيرلينج دون وقوع أي حادث على شاطئ بونتي فيدرا في فلوريدا، جنوب جاكسونفيل في 16 يونيو 1942. جاؤوا في غواصة يو-584. جاءت هذه المجموعة إلى الشاطئ مرتدية بدلات الاستحمام ولكنهم ارتدوا قبعات البحرية الألمانية. بعد النزول إلى الشاطئ، ألقوا قبعاتهم، وارتدوا ملابس مدنية، وبدأوا مهمتهم عبر ركوب القطارات إلى شيكاغو وإلينوي وسينسيناتي، أوهايو.
كان من المقرر أن يجتمع الفريقان يوم 4 يوليو في فندق في سينسيناتي لتنسيق عمليات التخريب.

## الخيانة
اتصل داش ببرغر في غرفته في الطابق العلوي من الفندق وفتح نافذة، قائلًا إنهم سيتحدثون، وإذا لم يوافقوا على ذلك، «واحد منا فقط سوف يخرج من هذا الباب، والآخر سيطير خارج هذه النافذة.» أخبره داش أنه ليس لديه أي نية للقيام بهذه المهمة، وكره لنازية، وخطط لإبلاغ مكتب التحقيقات الفيدرالي بالمؤامرة. وافق برغر على الانشقاق للولايات المتحدة على الفور.
في 15 يونيو، اتصل داش بمكتب مكتب التحقيقات الفيدرالي في نيويورك من هاتف عمومي على الجانب الغربي من مانهاتن لشرح من هو وطلب منه نقل المعلومات إلى مدير مكتب التحقيقات الفيدرالي ج. إدغار هوفر. عندما حاول وكيل مكتب التحقيقات الفدرالي معرفة ما إذا كان يتحدث إلى غريب الأطوار، واقفل داش الخط. بعد أربعة أيام، استقل قطارًا إلى واشنطن العاصمة ووصل إلى فندق Mayflower. سار داش إلى مقر مكتب التحقيقات الفيدرالي، وطلب التحدث مع المدير هوفر. وتحدث في النهاية إلى مساعد المدير دي إم لاد. في هذه المرحلة، تم أخذه على محمل الجد وتم استجوابه لساعات. إلى جانب برجر، لم يعرف أي من العملاء الألمان أنهم تعرضوا للخيانة. على مدار الأسبوعين المقبلين، تم اعتقال برجر وستة آخرين. لم يذكر رئيس مكتب التحقيقات الفيدرالي، هوفر، أن داش قد سلم نفسه، ونسب الفضل إلى مكتب التحقيقات الفيدرالي في عملية الإمساك بعصابة التجسس.

## صور المتهمين

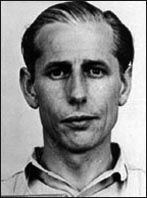
جورج جون داش
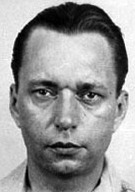
إرنست بيتر برجر
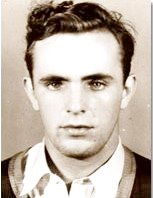
هربرت هوبت
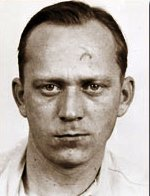
هاينريش هاينك
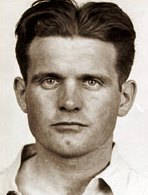
إدي كيرلينج
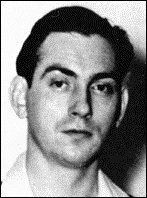
هيرمان أوتو نويباور
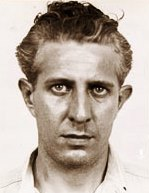
ريتشارد كيرين
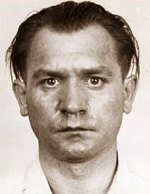
فيرنر تيل

## المحاكمة والتنفيذ
خوفًا من أن تكون المحكمة المدنية متساهلة جدا، أصدر الرئيس روزفلت الإعلان التنفيذي 2561 في 2 يوليو 1942 بإنشاء محكمة عسكرية  لمقاضاة الألمان. وُضع الألمان أمام لجنة عسكرية مؤلفة من سبعة أعضاء بتهمة ارتكاب الجرائم التالية:
- 1) انتهاك قانون الحرب؛
- 2) انتهاك المادة 81 من مواد الحرب، التي تحدد جريمة مشابهة مع أو تقديم معلومات استخباراتية للعدو؛
- 3) انتهاك المادة 82 من مواد الحرب، التي تحدد جريمة التجسس؛ و
- 4) التآمر لارتكاب الجرائم في التهم الثلاث الأولى.

عقدت المحاكمة في قاعة الجمعية رقم 1 في الطابق الخامس من مبنى وزارة العدل في واشنطن العاصمة في 8 يوليو 1942. حاول محامو المتهمين، ومن بينهم لوزون ستون وكينيث رويال، تحويل القضية للمثول أمام محكمة مدنية لكنهم رفضوا من قبل المحكمة العليا في الولايات المتحدة في Ex parte Quirin 317 US 1 (1942)، وهي قضية سابقة تم الاستشهاد بها لاحقًا حيث ان المثول أما أي محكمة عسكرية غير قانوني في القضايا ضد الولايات المتحدة.
انتهت محاكمة المتهمين الثمانية في 1 أغسطس 1942. بعد يومين، أُدين جميعهم وحُكم عليهم بالإعدام. قام روزفلت بتخفيف عقوبة برجر إلى السجن مدى الحياة وداش إلى 30 عامًا لأنهم سلموا أنفسهم وقدموا معلومات عن الآخرين. أُعدم الآخرون في 8 أغسطس 1942 على الكرسي الكهربائي في الطابق الثالث من سجن مقاطعة كولومبيا ودُفنوا في حقل بوتر في حي بلو بلينز في منطقة أناكوستيا بواشنطن.

## ما بعد الكارثة
قاد فشل عملية Pastorius هتلر إلى توبيخ الأدميرال كاناريس ولم تبذل أي محاولة للتخريب مرة أخرى في الولايات المتحدة. خلال السنوات المتبقية من الحرب، أرسل الألمان مرة واحدة فقط عملاء إلى الولايات المتحدة بواسطة غواصة. في نوفمبر 1944، كجزء من عملية أونترنيمين إلستر، ألقت غواصة ألمانية، يو-1230، جاسوسين من مكتب الأمن الرئيسي للرايخ قبالة ساحل ولاية ماين لجمع معلومات عن التصنيع الأمريكي والتقدم التقني. القى مكتب التحقيقات الفيدرالي القبض على كلا الرجلين بعد فترة وجيزة. استفاد هؤلاء العملاء من الحالة العامة الأكثر هدوءًا في السنوات الأخيرة من الحرب وحكم عليهم بالسجن بدلاً من الإعدام.
في عام 1948، منح الرئيس هاري إس. ترومان عفوية تنفيذية إلى داش وبرجر بشرط ترحيلهم إلى المنطقة الأمريكية في ألمانيا المحتلة. لم يتم الترحيب بهم مرة أخرى في ألمانيا، حيث تم اعتبارهم خونة تسببوا في وفاة رفاقهم. على الرغم من أنهم قد وعدوا بالعفو من قبل هوفر في مقابل تعاونهم، مات كلا الرجلين دون الحصول على أي من هذه الوعود. توفي داش في عام 1992 عن عمر يناهز 89 عامًا في لودفيغسهافن بألمانيا وتوفي برغر في عام 1975.
في وقت ما في الستينيات والسبعينيات من القرن الماضي، وضع الحزب النازي الأمريكي نصبًا تذكاريًا غير مصرح به للجواسيس الذين تم إعدامهم في غابة في جنوب غرب واشنطن العاصمة على أرض خدمة المتنزهات الوطنية. تمت إزلتها في عام 2010.

## روابط خارجية
- إعدام ستة مخربين نازيين في واشنطن - مدونة أشباح دي سي للتاريخ
- - فيلم عام 1943 عن المخربين، بقيادة أمريكي ألماني، هبط في لونغ آيلاند
- Richard Goldstein (2 سبتمبر 2011). "John Cullen, Coast Guardsman Who Detected Spies, Dies at 90". The New York Times. مؤرشف من الأصل في 2017-10-13.